# Comuna de Siemień
Siemień (polaco: Gmina Siemień) é uma gminy (comuna) na Polónia, na voivodia de Lublin e no condado de Parczewski. A sede do condado é a cidade de Siemień.
De acordo com os censos de 2004, a comuna tem 4893 habitantes, com uma densidade 44,1 hab/km².

## Área
Estende-se por uma área de 110,93 km², incluindo:
- área agricola: 73%
- área florestal: 12%

## Demografia
Dados de 30 de Junho 2004:
|                      | Total   | Total | Mulheres | Mulheres | Homens  | Homens |
| -------------------- | ------- | ----- | -------- | -------- | ------- | ------ |
|                      | pessoas | %     | pessoas  | %        | pessoas | %      |
| População            | 4893    | 100   | 2448     | 50       | 2445    | 50     |
| Densidade (pop./km²) | 44,1    | 100   | 22,1     | 22,1     | 22      | 22     |

De acordo com dados de 2002, o rendimento médio per capita ascendia a 1208,6 zł.

## Subdivisões
- Amelin, Augustówka, Działyń, Glinny Stok, Gródek Szlachecki, Jezioro, Juliopol, Łubka, Miłków, Miłków-Kolonia, Nadzieja, Pomyków, Sewerynówka, Siemień, Siemień-Kolonia, Tulniki, Wierzchowiny, Władysławów, Wola Tulnicka, Wólka Siemieńska, Żminne.

## Comunas vizinhas
- Czemierniki, Milanów, Niedźwiada, Ostrówek, Parczew, Wohyń